# Internet Movie Firearms Database
Internet Movie Firearms Database – IMFDb, är en engelskspråkig wikibaserad encyklopedi som öppnades för allmänheten den 10 maj 2007. 
Internet Movie Firearms Database beskriver eldvapen, som används i filmer, TV-serier, datorspel samt anime.
I februari 2015 hade Internet Movie Firearms Database drygt 17 000 artiklar.